# Oxyoppia spinosa
Oxyoppia spinosa är en kvalsterart som först beskrevs av Hammer 1958.  Oxyoppia spinosa ingår i släktet Oxyoppia och familjen Oppiidae. Inga underarter finns listade i Catalogue of Life.